# لا كارولينا (جيان)
بلدية لا كارولينا (بالإسبانية: La Carolina) هي بلدية تقع في مقاطعة جيان التابعة لمنطقة أندلوسيا جنوب إسبانيا.

## الديموغرافيا
بلغ عدد سكان بلدية لا كارولينا 15.978 نسمة عام 2011 (وفقاً للمعهد الوطني للإحصاء الإسباني).
| 15.048 | 15.121 | 14.981 | 15.545 | 15.676 | 15.880 | 15.978 |

## أعلام
- مانويل أدوغار
- خوان أراوغو
- خوان فرنسيسكو كازاس